# Liste der Straßen in Oberhausen-Schlad
Die Liste der Straßen in Oberhausen-Schlad beschreibt das Straßensystem im Oberhausener Stadtteil Schlad mit den entsprechenden historischen Bezügen.

## Überblick
Das Schladviertel bildet zusammen mit dem Marienviertel, dem Knappenviertel Bermensfeld, der nördlichen Innenstadt, der Neuen Mitte und dem Osten von Dümpten den Postleitzahlenbezirk 46047.
Der Stadtteil wird – im Westen beginnend – im Uhrzeigersinn folgendermaßen begrenzt: Mülheimer Straße, Virchowstraße und Liebknechtstraße zum Marienviertel, Falkensteinstraße zum Knappenviertel sowie Mellinghofer Straße (Osten), Wehrstraße (Südosten) und Danziger Straße (Südwesten) nach Dümpten.
In Schlad gibt es 30 benannte Verkehrsflächen, darunter keinen Platz. Davon befinden sich sieben Straßen nur teilweise im Stadtteil:

Eine Straße gehört ebenfalls zur Innenstadt (Danziger Straße), weitere fünf auch zu Dümpten, davon drei als Grenzstraßen (Danziger Straße, Mellinghofer Straße, Wehrstraße) und zwei, die in Dümpten fortgeführt werden (Rolandstraße, Straßburger Straße). Die Virchowstraße ist Grenzstraße zum Marienviertel und die Falkensteinstraße Grenzstraße zum Knappenviertel, während die Mellinghofer Straße in ihrem weiteren Verlauf sowohl zum Knappenviertel als auch zu Bermensfeld gehört.
An den Grenzen von Schlad verlaufen auf der Danziger Straße die Landesstraße 215, auf der Mellinghofer Straße die Landesstraße 450 und auf der Falkensteinstraße die Oberhausener Kreisstraße K 1.

## Übersicht der Straßen und Plätze
Die nachfolgende Tabelle gibt eine Übersicht über die vorhandenen Straßen, Wege und Plätze im Stadtteil sowie einige dazugehörige Informationen.
- Name: aktuelle Bezeichnung der Straße oder des Platzes.
- Länge/Maße in Metern:
- Die in der Übersicht enthaltenen Längenangaben sind gerundete Übersichtswerte, die in Google Earth mit dem dortigen Maßstab ermittelt wurden. Sie dienen Vergleichszwecken und werden, sofern amtliche Werte bekannt sind, ausgetauscht und gesondert gekennzeichnet.
Bei Plätzen sind die Maße in der Form a × b angegeben.
- Der Zusatz im Stadtteil gibt an, dass die Länge die des Straßenabschnitts innerhalb Schlads ist, sofern die Straße in benachbarte Stadtteile weitergeführt wird.
- Der Zusatz ohne Stichstraßen gibt bei verzweigten Straßen die Länge der „Hauptstraße“ an.
- Der Zusatz (alle Straßenabschnitte zusammen) gibt an, dass die Straße so verwinkelt ist, dass keine „Hauptstraße“ besteht. Stattdessen wird die Länge aller Straßenabschnitte zusammengezählt.
- Herleitung: Ursprung oder Bezug des Namens
- Anmerkungen: zusätzliche Informationen
- Bild: Foto der Straße oder eines anliegenden Objekts

| Name                       | Länge/Maße (in Metern)     | Herleitung                                                                                          | Datum der Benennung | Bemerkungen | Bild                                                     |
| -------------------------- | -------------------------- | --------------------------------------------------------------------------------------------------- | ------------------- | --- | -------------------------------------------------------- |
| Barbarastraße              | 110                        | Barbarastift                                                                                        |                     | An der Barbarastraße liegt das Barbarastift der katholischen Gemeinde St. Johannes Evangelist, nach der sie ihren Namen trägt. Sie beginnt an der Prälat-Wirtz-Straße, macht einen rechtwinkligen Bogen und führt dann zur Lohstraße. |                                                          |
| Beckerstraße               | 700                        | Beckerhof, alter Dümptener Hof                                                                      |                     | Die Grundstücke an der Beckerstraße gehörten früher zum Beckerhof in Dümpten. Die Straße führt von der Dieningstraße in Südostrichtung zur Dieckerstraße. In der Nähe liegt die evangelische Markuskirche. |                                                          |
| Danziger Straße            | 1000 im Stadtteil          | Danzig, ehemals deutsche Stadt in Polen                                                             | 1934                | Die Danziger Straße bildet die Südostgrenze von Schlad nach Dümpten. Sie beginnt in der Oberhausener Innenstadt, ist hinter der Danziger Straße die Grenze zwischen Dümpten und Schlad und führt dann durch Dümpten weiter in Mülheimer Gebiet, wo sie als Zechenbahn fortgeführt wird. Bis 1934 trug die Straße den Namen Zechenstraße. |                                                          |
| Dieckerstraße              | 1000                       | Dieckermann, Landwirt                                                                               |                     | An der Dieckerstraße lag früher der Dieckermanns Hof, dessen Name „Mann, der am Teich wohnt“ bedeutet. Die Dieckerstraße beginnt an der Falkensteinstraße, durchquert das Schladviertel in Nord-Süd-Richtung und endet an der Rolandstraße. |                                                          |
| Dieningstraße              | 400                        | Wilhelm Diening                                                                                     |                     | Der Kaufmann und Wirt Wilhelm Diening errichtete hier die ersten Häuser. Die Dieningstraße führt von der Mellinghofer Straße mit einem kleinen Knick zur Falkensteinstraße. |                                                          |
| Dietrich-Bonhoeffer-Straße | 170                        | Dietrich Bonhoeffer, 1906–1945, evangelischer Pfarrer und Widerstandskämpfer der Bekennenden Kirche |                     | Die Dietrich-Bonhoeffer-Straße führt an der evangelischen Markuskirche vorbei; sie beginnt an der Beckerstraße und führt westwärts bis zur Kreuzung mit der Schladstraße. Die Fortsetzung hinter der Kreuzung ist ebenfalls der Schladstraße zugeordnet. |                                                          |
| Eichstraße                 | 600 ohne Stichstraßen: 550 | Eichholz-Kotten, alter Hof                                                                          |                     | Die Eichstraße führte früher am Eichholz-Kotten vorbei. Heute beginnt sie an der Schladstraße, führt ostwärts und macht nach der Kreuzung mit der Hausbergstraße einen Bogen nach Süden. Sie führt weiter in Südostrichtung, bis sie an der Wehrstraße endet. |                                                          |
| Falkensteinstraße          | 1600                       | alte Flurbezeichnung („auf dem Falkenstein“)                                                        |                     | Die Falkensteinstraße beginnt an der Mülheimer Straße als Fortsetzung der Ebertstraße in der Innenstadt. Bis zur Liebknechtstraße ist sie Grenze zwischen Schlad und Marienviertel, dann Grenze zwischen Schlad und Knappenviertel. Sie endet an der Mellinghofer Straße und wird zwischen Dümpten und Bermensfeld als Nathlandstraße fortgeführt. |                                                          |
| Flurstraße                 | 350                        | „Flur“, landwirtschaftlich genutztes Land                                                           | 1900                | „Flur“ ist eine Bezeichnung für landwirtschaftlich genutztes Land. Die Flurstraße führt von der Hunsrückstraße südwestwärts bis zur Hahnenstraße. Bis 1900 war sie Teil der Beckerstraße. |                                                          |
| Hahnenstraße               | 220                        | Hahn, alte Oberhausener Familie                                                                     |                     | Die Familie Hahn ist eine alteingesessene Oberhausener Familie, die Grundstücke an der heutigen Hahnenstraße besaß, weshalb die Straße so benannt wurde. Sie führt von der Beckerstraße zur Wehrstraße. |                                                          |
| Hausbergstraße             | 200                        | Hausberg, Landwirt                                                                                  |                     | Die Hausbergstraße wurde in den Feldern des Landwirts Hausberg angelegt und erhielt deshalb diesen Namen. Sie führt von der Falkensteinstraße zur Eichstraße. |                                                          |
| Heimfriedweg               | 200                        | Heimfried GmbH Oberhausen                                                                           | 1960                | Die Heimfried GmbH Oberhausen hat an dieser Straße mehrere Wohnhäuser errichtet. Auf ihren Vorschlag erhielt die Straße diesen Namen. Der Heimfriedweg führt von der Dietrich-Bonhoeffer-Straße zur Eichstraße. |                                                          |
| Hugo-Baum-Straße           |                            | Hugo Baum, langjähriger Dezernent der Stadt Oberhausen                                              | 10. September 2014  | Hugo Baum hat sich jahrzehntelang als Sozial-, Jugend- und Sportdezernent für die Stadt Oberhausen eingesetzt, weswegen die Hugo-Baum-Straße 2014 nach ihm benannt wurde. Sie ist ein Neubaugebiet an der Straßburger Straße. |                                                          |
| Hunsrückstraße             | 800                        | Hunsrück, Mittelgebirge in Rheinland-Pfalz                                                          | 1935                | Auffällig viele Arbeiter kamen aus dem Hunsrück ins Ruhrgebiet, weswegen diese Straße so genannt wurde. Die Hunsrückstraße führt von der Dieckerstraße zur Beckerstraße und von dort aus um einige Meter versetzt weiter bis zur Mellinghofer Straße, hinter der sie in Dümpten als Vennepoth fortgesetzt wird. Bis 1935 hieß die Straße Nootstraße, der Teil zwischen Mellinghofer und Beckerstraße bis 1900 Kampstraße und davor bis 1898 Matzkämperstraße. Der erste Name dieses Teilabschnitts war um 1890 Am End.                                                                                     |                                                          |
| Johann-Schäfer-Straße      | 310 ohne Stichstraßen: 270 | Johann Schäfer, Müller und ehrenamtlicher Beigeordneter der Stadt Oberhausen                        |                     | Johann Schäfer (gest. 1915) war ein Müller in der Dümptener Heide und ein unbesoldeter Beigeordneter der Stadt Oberhausen. Die Johann-Schäfer-Straße führt von der Straßburger Straße zur Lohstraße und wird hinter dieser als Prälat-Wirtz-Straße fortgeführt. Früher hieß sie Hühnerheide. |                                                          |
| Karl-Steinhauer-Straße     | 280                        | Karl Steinhauer, 1852–1934, Dirigent, Komponist und städtischer Musikdirektor von Oberhausen        | 1937                | Karl Steinhauer war von 1901 bis 1921 städtischer Musikdirektor in Oberhausen und prägte das Musikleben der Stadt maßgeblich. Das 1903 von ihm gegründete Instrumentalverein wurde zum leistungsfähigsten Orchester des Rheinlands. 1933 wurde er zum Ehrenbürger der Stadt Oberhausen ernannt. Die Karl-Steinhauer-Straße führt von der Straßburger Straße nordwärts zur Falkensteinstraße. Bis 1937 war sie zwischen Falkenstein- und Virchowstraße Teil der Körnerstraße und hieß zwischen Virchow- und Straßburger Straße Turmstraße.                                                                  |                                                          |
| Kleiststraße               | 300                        | Heinrich von Kleist, 1777–1811, Dichter                                                             |                     | Die Kleiststraße führt von der Stiftstraße südwärts, macht einen rechtwinkligen Bogen und endet an der Seilerstraße. |                                                          |
| Lohstraße                  | 900                        | alte Flurbezeichnung („in't Loh“)                                                                   |                     | Die Lohstraße hat ihren Namen von einer sehr alten Flurbezeichnung, die auf Eichenschläge hinweist, deren Rinde („Loh“) abgeschält und als Gerbmittel verwendet wurde. Sie führt von der Rolandstraße nordwestwärts und endet an der Mülheimer Straße nahe dem Heinrich-Heine-Gymnasium. An ihr befindet sich die katholische Kirche St. Johannes Evangelist. |                                                          |
| Mellinghofer Straße        | 550 im Stadtteil           | Mellinghofen, alter Wohnplatz                                                                       |                     | Mellinghofen ist heute noch ein Ortsteil Oberdümptens, der auf dem Gelände einer ehemaligen Bauerschaft liegt. Der Name leitet sich von einem früheren Waldgebiet, dem „Mallingforst“, ab. Die Mellinghofer Straße führt nach Mellinghofen und heißt daher so. Sie beginnt an der Essener Straße in Bermensfeld, durchquert diesen Stadtteil und bildet zwischen Falkenstein-/Nathlandstraße und Wehrstraße die Grenze zwischen Schlad und Dümpten, bevor sie komplett in Dümptener Gebiet liegt und in Mülheimer Stadtgebiet übergeht, wo sie unter gleichem Namen bis nach Mellinghofen führt.           |                                                          |
| Normannenstraße            | 350                        | Normannen, Volksgruppe                                                                              | 1936                | Die Normannenstraße beginnt an der Straßburger Straße und führt nordwestwärts bis hinter die Welfenstraße, wo sie am Heinrich-Heine-Gymnasium endet. Bis 1936 hieß sie zusammen mit der Welfenstraße Cäcilienstraße. |                                                          |
| Prälat-Wirtz-Straße        | 150                        | Prälat Gerhard Wirtz, 1873–1958, erster Pfarrer an St. Johannes Evangelist                          | 1969                | Gerhard Wirtz kam 1896 als Kaplan nach Herz Jesu Oberhausen und wurde 1904 zum Rektor der neu errichteten Kirche St. Johannes Evangelist im Schlad ernannt. Als diese 1906 zur Pfarrei erhoben wurde, wurde er deren erster Pfarrer. 1925 wurde Wirtz Dechant des Dekanats Oberhausen, kurze Zeit später Ehrenbürger der Stadt Oberhausen und von Papst Pius XII. zum Prälat ernannt. Die Prälat-Wirtz-Straße führt von der Seilerstraße zur Johanneskirche an der Lohstraße, hinter der sie als Johann-Schäfer-Straße fortgeführt wird. Bis 1969 hieß sie Kolmarer Straße, davor bis 1936 Johannesstraße. |                                                          |
| Rolandstraße               | 450 im Stadtteil           | Zeche Roland                                                                                        |                     | Die Rolandstraße liegt nahe der Zeche Roland und ist daher nach dieser benannt. Sie beginnt in Dümpten an der Mülheimer Straße, geht hinter der Danziger Straße ins Schladviertel über und endet an der Wehrstraße, hinter der sie – wiederum in Dümpten – als Dümpterkamp fortgeführt wird. |                                                          |
| Schladstraße               | 450                        | benannt nach Schlad selbst                                                                          |                     | Die Schladstraße ist nach dem Stadtteil Schlad benannt, den sie durchquert. Sie führt von der Falkensteinstraße als Fortsetzung des Pothmannswegs im Knappenviertel südwärts bis zur Kreuzung mit der Dietrich-Bonhoeffer-Straße. Die westliche Fortsetzung der Dietrich-Bonhoeffer-Straße hinter dieser Kreuzung ist ebenfalls der Schladstraße zugeordnet. | ehem. Schladschule (Stötznerschule) auf der Schladstraße |
| Seilerstraße               | 850                        | Seilfabrik Hermann Kleinholz                                                                        |                     | Die Seilerstraße lag früher an der Seilfabrik Hermann Kleinholz, nach der sie benannt wurde. Sie führt von der Virchowstraße als Fortsetzung der Liebknechtstraße südwärts und endet an der Rolandstraße. Bis 1936 hieß sie zwischen Virchow- und Straßburger Straße Jahnstraße. |                                                          |
| Stiftstraße                | 250                        | Barbarastift                                                                                        |                     | Die Stiftstraße liegt nahe dem ehemaligen Barbarastift der katholischen Gemeinde St. Johannes Evangelist. Sie führt von der Seilerstraße zur Dieckerstraße, hinter der sie als Schladstraße fortgeführt wird. |                                                          |
| Straßburger Straße         | 850 im Stadtteil           | Straßburg, ehemals deutsche Stadt im Elsass                                                         | 1934                | Die Straßburger Straße beginnt in Dümpten am Hilgenberg. Von dort führt sie nach Schlad, wo sie einen Bogen beschreibt und an der Dieckerstraße endet. Bis 1910 trug die Straße den Namen Uhlandstraße, dann hieß sie Dümpterweg. Die Anwohner und anliegende Geschäftsleute protestierten aus schleierhaften Gründen gegen den Namen Dümpterweg, weshalb 1934 die Umbenennung in Straßburger Straße beschlossen wurde. | „Villa Euskirchen“ in der Straßburger Straße             |
| Virchowstraße              | 800                        | Rudolf Virchow, 1821–1902, Anthropologe und Pathologe, Mitglied des Reichstags                      | 1945                | Die Virchowstraße beginnt an der Mülheimer Straße als Fortsetzung der Schwartzstraße in der Innenstadt und führt als Grenzstraße zwischen Schlad und dem Marienviertel bis zur Dieckerstraße. Bis 1945 hieß sie Albert-Frese-Straße, davor bis 1937 Hochstraße und davor bis 1892 zusammen mit der Schwartzstraße Bergstraße. |                                                          |
| Walter-Flex-Straße         | 300                        | Walter Flex, 1887–1917, Schriftsteller                                                              | 1937                | Die Walter-Flex-Straße führt von der Virchowstraße zur Straßburger Straße. An ihr liegt die baptistische Zionskirche. Bis 1937 trug sie den Namen Bruchstraße. |                                                          |
| Wehrstraße                 | 950                        | alte Landwehranlage                                                                                 | 1910                | Die Wehrstraße lag früher entlang einer Grenzanlage zwischen der Dümptener Heide und Alt-Dümpten und bildet auch heute noch die Grenze zwischen Schlad und Dümpten. Sie führt von der Danziger Straße als Fortsetzung der Höfmannstraße in Dümpten bis zum Wehrplatz an der Mellinghofer Straße. Bis 1910 hieß die Straße Landwehrstraße, da es jedoch in Alstaden und Styrum bereits die Landwehr gab, wurde die Oberhausener Landwehrstraße in Wehrstraße umbenannt. | Niederrheinkolleg an der Wehrstraße                      |
| Welfenstraße               | 180                        | Welfen, fränkisches Adelsgeschlecht                                                                 | 1936                | Die Welfenstraße führt von der Normannenstraße zur Lohstraße. Bis 1936 hieß sie zusammen mit der Normannenstraße Cäcilienstraße. |                                                          |